# Evangelische Kirche Ubbedissen

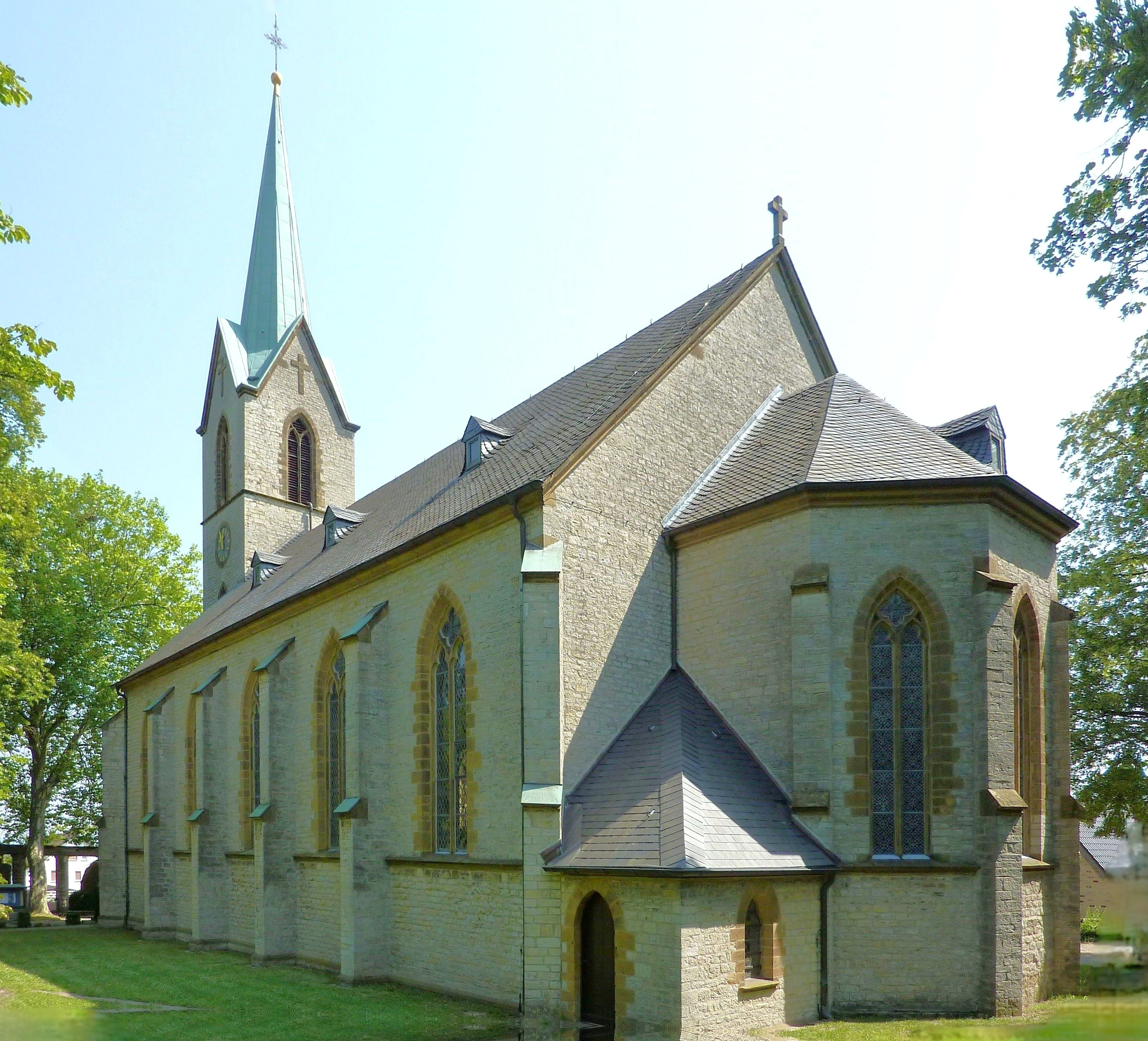
Evangelische Kirche Ubbedissen

Die Evangelische Kirche Ubbedissen ist eine denkmalgeschützte evangelisch-lutherische Kirche in Ubbedissen, einem Stadtteil von Bielefeld, einer kreisfreien Großstadt im Regierungsbezirk Detmold von Nordrhein-Westfalen. Die Kirchengemeinde Ubbedissen-Lämershagen gehört zum Kirchenkreis Bielefeld der Evangelischen Kirche von Westfalen.

## Beschreibung
Die neugotische Hallenkirche wurde 1865 nach Plänen von Friedrich August Stüler aus unverputzten Bruchsteinen errichtet. Sie besteht aus einem dreischiffigen Langhaus zu fünf Jochen unter einem Satteldach, einem eingezogenen Chor im Südwesten mit Fünfachtelschluss in Verlängerung des Mittelschiffs und dem Kirchturm im Nordosten, der mit einem achtseitigen Knickhelm bedeckt ist, in dem sich das Portal befindet. Die Wände des Langhauses und des Chors werden von Strebepfeilern gestützt. 
Der Innenraum des Mittelschiffs war ursprünglich mit einer Holzbalkendecke überspannt, das Kreuzrippengewölbe wurde erst 1877–78 eingebaut.